# Arturo Palma
Arturo Palma Vilches (Villa Alegre, 24 de julio de 1956) es un Técnico paramédico y político comunal chileno. Concejal de Villa Alegre entre 1996 y 2000, y alcalde de la comuna durante el periodo entre los años 2000 y 2021. estuvo fuera del municipio durante el periodo 2021 y 2024 para retornar para el periodo 2024 y 2028  Militaba en el Partido por la Democracia (PPD) y actualmente es alcalde de la comuna de Villa Alegre Independiente.

## Vida privada
Hijo de Arturo Palma y Emilia Vilches, es el mayor de 5 hermanos. Contrajo matrimonio con Mariana Fuenzalida. Participó activamente del MAPU/OC durante sus años de formación y posterior clandestinidad. Con el advenimiento de la democracia, el PPD le ofreció una plaza para presentar una candidatura en su comuna natal para las Elecciones municipales de Chile de 1996, resultando ser votado como la segunda mayoría en aquellos comicios comunales, en la que sería su primera incursión electoral. Ya para las Elecciones municipales de Chile de 2000, alcanzaría por primera vez la primera mayoría con un amplio respaldo popular, el cual, posteriormente, redundaría en cuatro reelecciones consecutivas en el cargo.

## Historial electoral

### Elecciones Municipales 2000
| Candidato                | Partido | Votos | %     | Resultado |
| Arturo Palma Vilches     | PPD     | 2.473 | 32,39 | Alcalde   |
| María Eugenia Hormazábal | RN      | 1.739 | 22,78 | Concejal  |
| Manuel Muñóz Bastías     | PRSD    | 1.716 | 22,48 | Concejal  |
| Justo Rebolledo Araya    | PS      | 333   | 4,36  | Concejal  |
| Álvaro Dieguez Angulo    | RN      | 244   | 3,20  | Concejal  |
| Edgardo Bravo Rebolledo  | RN      | 810   | 10,61 | Concejal  |

### Elecciones Municipales 2004
| Candidato               | Partido       | Votos | %     | Resultado |
| Arturo Palma Vilches    | PPD           | 4.449 | 55,06 | Alcalde   |
| María Teresa Astorquiza | UDI           | 1.381 | 17,09 |           |
| Manuel Muñoz Bastías    | Independiente | 2.011 | 24,89 |           |

### Elecciones Municipales 2008
| Candidato             | Partido | Votos | %     | Resultado |
| Arturo Palma Vilches  | PPD     | 4.595 | 60,47 | Alcalde   |
| Álvaro Dieguez Angulo | RN      | 3.004 | 39,53 |           |

### Elecciones Municipales 2012
| Candidato               | Partido | Votos | %     | Resultado |
| Arturo Palma Vilches    | PPD     | 4.655 | 65,91 | Alcalde   |
| Pablo Navarrete Tarragó | UDI     | 2.090 | 29,59 |           |
| Sergio Carvajal Cádiz   | PH      | 317   | 4,48  |           |

### Elecciones Municipales 2016
| Candidato              | Partido       | Votos | %     | Resultado |
| Arturo Palma Vilches   | PPD           | 3.007 | 41,90 | Alcalde   |
| Pablo Fuentes Vallejos | UDI           | 2.409 | 33,60 |           |
| Luis Alegría Acuña     | Independiente | 1.753 | 24,50 |           |

### Elecciones Municipales 2024
| Candidato              | Partido       | Votos | %     | Resultado |
| Arturo Palma Vilches   | Independiente | 5.441 | 41,97 | Alcalde   |
| Pablo Fuentes Vallejos | UDI           | 4.144 | 31,97 |           |
| Horacio Lobos Azócar   | Independiente | 3.379 | 26,06 |           |